# Arabella (film 1917)
Arabella – polski niemy film fabularny z 1917 roku. Jedna z trzech części cyklu Tajemnice Warszawy.
W Polsce film miał premierę 1 maja 1917, w Austro-Węgrzech 2 listopada 1917, a w Niemczech w 1918.

## Fabuła
Główną bohaterką jest femme fatale Arabella Pataniecka, której mężczyźni padają do stóp. Jednym z nich jest bogacz Stanisław Pobratymski, który zakochuje się w niej. Jego konkurentem jest Olgierd Podhorski. On również kocha Arabellę, dlatego też chce pozbyć się swojego rywala jak najszybciej. Wobec tego nabywa od doktora Osta trującą roślinę z Indii o nazwie Quambashiwa, którą zaszczepia Stanisławowi. Film kończy się samobójstwem Olgierda.

## Obsada
- Pola Negri jako Arabella Pataniecka
- Władysław Grabowski jako Stanisław Pobratymski
- Józef Węgrzyn
- Jan Pawłowski
- Antoni Bednarczyk

## Status
Obecnie dostępne są tylko 3 krótkie fragmenty pochodzące z różnych miejsc filmu o długości 15, 24 i 18 sekund, wstawione w 1939 w skład filmu O czym się nie mówi. Trwają poszukiwania kompletnej kopii filmu.